# Eanus
Eanus är ett släkte av skalbaggar som beskrevs av Leconte 1861. Eanus ingår i familjen knäppare.
Släktet innehåller bara arten Eanus costalis.